# Anna Cienciała
Anna Maria Cienciała (ur. 8 listopada 1929 w Wolnym Mieście Gdańsku, zm. 24 grudnia 2014 w Fort Lauderdale) – amerykańska i polska historyk.

## Życiorys
Uczyła się w Polsce i we Francji, ale najdłużej w Anglii. Studiowała w Liverpoolu, a także w Montrealu na McGill University. Doktorat obroniła w 1962 roku w Indiana University w Bloomington. Następnie wykładała na uniwersytetach w Ottawie, Toronto i najdłużej (aż do przejścia na emeryturę w 2002) na University of Kansas. Członkini wielu towarzystw naukowych w Polsce, USA i Wielkiej Brytanii. Członek Polskiej Akademii Umiejętności (PAU) oraz Polskiego Towarzystwa Naukowego na Obczyźnie.
W październiku 2013 r. „w uznaniu zasług podejmowanych na rzecz wzmacniania pozycji Polski na arenie międzynarodowej” została przez ministra spraw zagranicznych uhonorowana odznaką Bene Merito. W maju 2014 r. Prezydent Bronisław Komorowski odznaczył ją Krzyżem Komandorskim z Gwiazdą Orderu Zasługi Rzeczypospolitej Polskiej.

## Wybrane publikacje

### Książki
- (redakcja) American contributions to the Seventh International Congress of Slavists, Warsaw, August 21–27, 1973, t. 3: History, ed. by Anna Cienciala, The Hague: Mouton 1973.
- (współautor Tytus Komarnicki), From Versailles to Locarno. Keys to Polish foreign policy, 1919–25, Lawrence: Univ. Press of Kansas 1984. Recenzje: Andrzej Ajnenkiel, „Acta Poloniae Historica” 57 (1988), s. 271–278.
- (redakcja) Katyń. A crime without punishment, ed. by Anna M. Cienciala, Natalia S. Lebedeva, Wojciech Materski, documents transl. by Marian Schwartz with Anna M. Cienciała and Maia A. Kipp, New Haven – London: Yale University Press 2007.
- Poland and the Western powers 1938–1939. A study in the interpendence of Eastern and Western Europe, London: Routledge and Kegan Paul – Toronto: Univ. of Toronto Press 1968.
- (redakcja) Polska polityka zagraniczna w latach 1926–1932 [i.e. 1939]. Na podstawie tekstów min. Józefa Becka, oprac. Anna M. Cienciała, Paryż: Instytut Literacki 1990. Recenzje: Edward D. Wynot Jr., „Polish Reviw” 38 (1993), No 2, s. 225–226.
- Wojna polsko-bolszewicka 1919–1920 w ocenach historyków, red. nauk. i wstęp Anna Maria Cienciała, Piotr Wandycz, Warszawa: Instytut Józefa Piłsudskiego w Ameryce 2003. Recenzje: Wojciech Materski, „Dzieje Najnowsze” 36 (2004), z. 2, s. 242–245.

### Artykuły
- Polityka brytyjska wobec odrodzenia Polski, „Zeszyty Historyczne” (1969), z 16, s. 72.
- Wspomnienie o Domanie Rogoyskim (1903–1987) oraz dwa przyczynki historyczne, „Zeszyty Historyczne” (1988), z 84, s. 167–171.
- The Question of the Polish – Soviet Frontier in 1939–1940. The Litauer Memorandum and Sikorski’s Proposals for Re-establishing Polish-Soviet Relations, „Polish Review” 33 (1988), z. 3, s. 295–323.
- Jak doszło do internowania Rządu RP w Rumunii – we wrześniu 1939 r., „Niepodległość” 22 (1989), s. 18–65, sum. s. 259–260.
- Poland in French and British Foreign Policy in 1939: Determination to Fight, or Avoid War?, [w:] Poland between the Wars 1918–1939. A Collection of Papers and Discussions from the Conference „Poland between the Wars: 1918–1939” held in Bloomington, Indiana February 21–23, 1985, ed. Timothy Wiles, Bloomington: Indiana Univ.-Polish Studies Center 1989.
- Polska w polityce Wielkiej Brytanii w przededniu wybuchu II wojny światowej, „Kwartalnik Historyczny” 97 (1990), nr 1/2, s. 71–104.
- Czy los ministra Józefa Becka był przesądzony? Działalność wrogów i przyjaciół (Cz. I: X 1939-VI 1944), „Niepodległość” 23 (1990), s. 17–53, sum. s. 253.
- Czy los ministra Becka był przesądzony? Działalność wrogów i przyjaciół. (Cz. 2: VI. 1940-VI. 1944), „Niepodległość” 24 (1991), s. 23–42, sum. s. 253. Adnotacja: Cz. 1. 23 (1990).
- Foundations of Polish-American Scholarships: Karol Wachtl, „Polish American Studies” 50 (1993), z. 1, s. 51–73.
- Józef Piłsudski w anglo-amerykańskich informatorach i podręcznikach historycznych po drugiej wojnie światowej, [w:] Polskie mity polityczne XIX i XX wieku, pod red. Wojciecha Wrzesińskiego, Wrocław: Wyd. Uniw. Wrocławskiego 1994.
- Great Britain and Poland Before and After Yalta (1943–1945). A Reassessment, „Polish Review” 40 (1995), z. 3, s. 281–313. Adnotacja: Sprost.: Taż. Tamże z. 4 s. 503–504.
- General Sikorski and the Conclusion of the Polish-Soviet Agreement of July 30, 1941: A Reassessment, „Polish Review” 41 (1996), z. 4, s. 401–434.
- New Light on Oskar Lange as an Intermediary between Roosevelt and Stalin in Attempts to Create a New Polish Government (January-November 1944), „Acta Poloniae Historica” 73 (1995), s. 89–134.
- Generał Sikorski a rewizja granicy ryskiej: koncepcje powojennej granicy polsko-sowieckiej, listopad 1939 – maj 1942 roku, [w:] Z dziejów Europy Środkowej w XX wieku. Studia ofiarowane Henrykowi Batowskiemu w 90. rocznicę urodzin, red. Michał Pułaski, Kraków: Wyd. Uniw. Jagiell. 1997, s. 127–141.
- Zasada samostanowienia narodowego a pojęcie interesów żywotnych w polityce brytyjskiej wobec Gdańska i Pomorza w latach 1917–1939, [w:] Gdańsk i Pomorze w XX wieku. Księga ofiarowana Profesorowi Stanisławowi Mikosowi z okazji 70. rocznicy Jego urodzin, pod red. Marka Andrzejewskiego, Gdańsk: Wyd. Uniw. Gdańskiego 1997, s. 269–282.
- Wolne Miasto Gdańsk w polityce Wielkiej Brytanii w latach 1933–1938, [w:] Gdańsk. Z historii stosunków polsko-niemieckich, pod red. Marka Andrzejewskiego, Warszawa: Fundacja im. Ericha Brosta przy Fundacji im. Friedricha Eberta – Volumen 1998, s. 93–132.
- Die Freie Stadt Danzig in der Politik Grossbritanniens 1933–1938, [w:] Danzig, sein Platz in Vergangenheit und Gegenwart, Hrsg. von Udo Arnold, Warschau-Lţneburg: Volumen – Norddt. Kulturwerk 1998 [druk.:1999], s. 103–146.
- Polityka brytyjska wobec odrodzenia Polski, 1914–1918, [w:] Zaolzie w świetle faktów i dokumentów oraz oczach obcych: 1918–1945. Cz. 1, Bazylea: Jan Pyszko 1998, s. 31–57.
- Wspomnienie o Domanie Rogoyskim (1903–1987), [w:] Zaolzie w świetle faktów i dokumentów oraz oczach obcych: 1918–1945. Cz. 1, Bazylea: Jan Pyszko 1998, s. 143–147
- The Munich Crisis of 1938. Plan and Strategy in Warsaw in the Context of the Western Appeasement of Germany [W:] The Munich Crisis, 1938. Prelude to World War II, London 1999, s. 48–81.
- The Polish government’s policy on the Polish-Soviet frontier in World War II as viewed by American, British and Canadian Historians, „Polish Review” 46 (2001), z. 1, s. 3–26.